# 095型原子力潜水艦
095型原子力潜水艦（中国：09-V、NATOコードネーム：隋級）は、中国人民解放軍海軍（PLAN）向けに計画中の第三世代原子力攻撃型潜水艦のクラスである。095型潜水艦は、改良された船型で、音紋の大幅な減少が予想されていた。 
093型と比較して、095型はより高性能な原子炉、VLS発射管、及び新型アクティブ/パッシブ・フランク・アレイ・ソナー、低周波/高周波の曳航ソナーなど先進的なセンサーをより多く搭載している。さらに、095型潜水艦は、将来のPLAN空母機動部隊のための海中護衛艦としての役割を果たす可能性があると推測されている。 
渤海船舶重工が中国遼寧省葫芦島市にある新工場で潜水艦を建造すると報じられている。 

## 参照
1. 1 2  Chen, Ta-chen (6 December 2006). “Chinese fast developing advanced submarines”. Taipei Times:  8 2009年8月22日閲覧。.
2. ↑  Warship 2007, p.167
3. ↑  “China's Quest for a Superpower Military”. Backgrounder #2036.   The Heritage Foundation (2007年5月17日). 2009年10月12日時点のオリジナルよりアーカイブ。2009年8月22日閲覧。
4. ↑  Mizokami (2017年4月24日). “China Is Building the World's Largest Submarine Factory”. Popular Mechanics. 2020年7月23日閲覧。